# Cascade (Idaho)
Cascade és una població dels Estats Units a l'estat d'Idaho. Segons el cens del 2000 tenia 997 habitants.

## Demografia
Segons el cens del 2000, Cascade tenia 997 habitants, 421 habitatges, i 282 famílies. La densitat de població era de 106,6 habitants per km².
Dels 421 habitatges en un 30,4% hi vivien nens de menys de 18 anys, en un 51,1% hi vivien parelles casades, en un 10,2% dones solteres, i en un 33% no eren unitats familiars. En el 29,2% dels habitatges hi vivien persones soles el 10,5% de les quals corresponia a persones de 65 anys o més que vivien soles. El nombre mitjà de persones vivint en cada habitatge era de 2,32 i el nombre mitjà de persones que vivien en cada família era de 2,83.
Per edats la població es repartia de la següent manera: un 27% tenia menys de 18 anys, un 4,3% entre 18 i 24, un 25,3% entre 25 i 44, un 26,5% de 45 a 60 i un 17% 65 anys o més.
L'edat mediana era de 40 anys. Per cada 100 dones de 18 o més anys hi havia 99,5 homes.
La renda mediana per habitatge era de 32.411 $ i la renda mediana per família de 37.813 $. Els homes tenien una renda mediana de 36.250 $ mentre que les dones 20.139 $. La renda per capita de la població era de 17.330 $. Aproximadament el 9,3% de les famílies i el 12,1% de la població estaven per davall del llindar de pobresa.

## Poblacions més properes
El següent diagrama mostra les poblacions més properes.